# Altmärkische Höhe
Altmärkische Höhe – gmina w Niemczech, w kraju związkowym Saksonia-Anhalt, w powiecie Stendal, wchodzi w skład gminy związkowej Seehausen (Altmark). Powstała 1 stycznia 2010 z połączenia gmin Boock, Bretsch, Gagel, Heiligenfelde, Kossebau, Losse i Lückstedt.